# Sucre (Bolívar)
Sucre is een gemeente in de Venezolaanse staat Bolívar. De gemeente telt 34.400 inwoners. De hoofdplaats is Maripa.